# アクロス重信

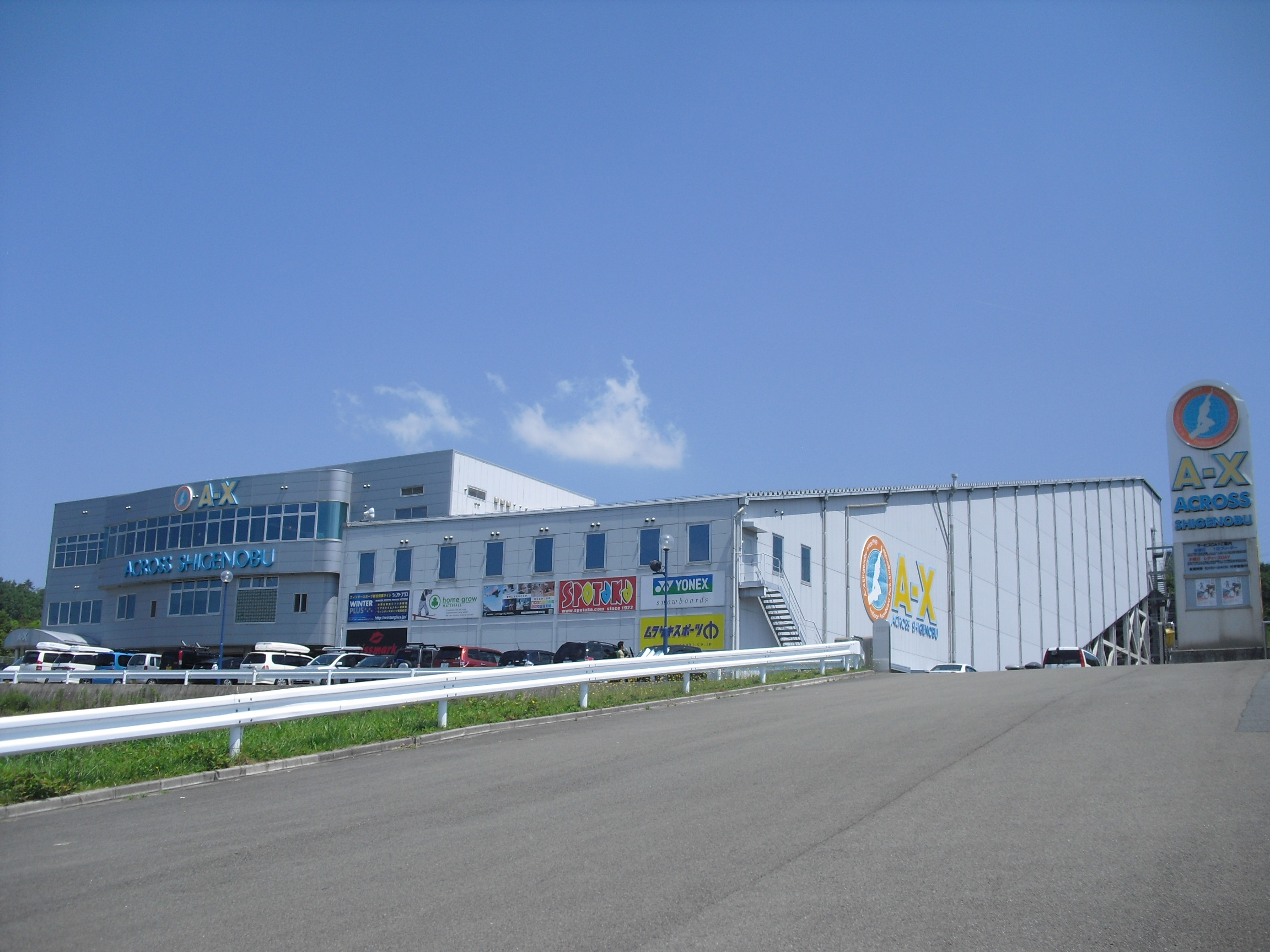
アクロス重信

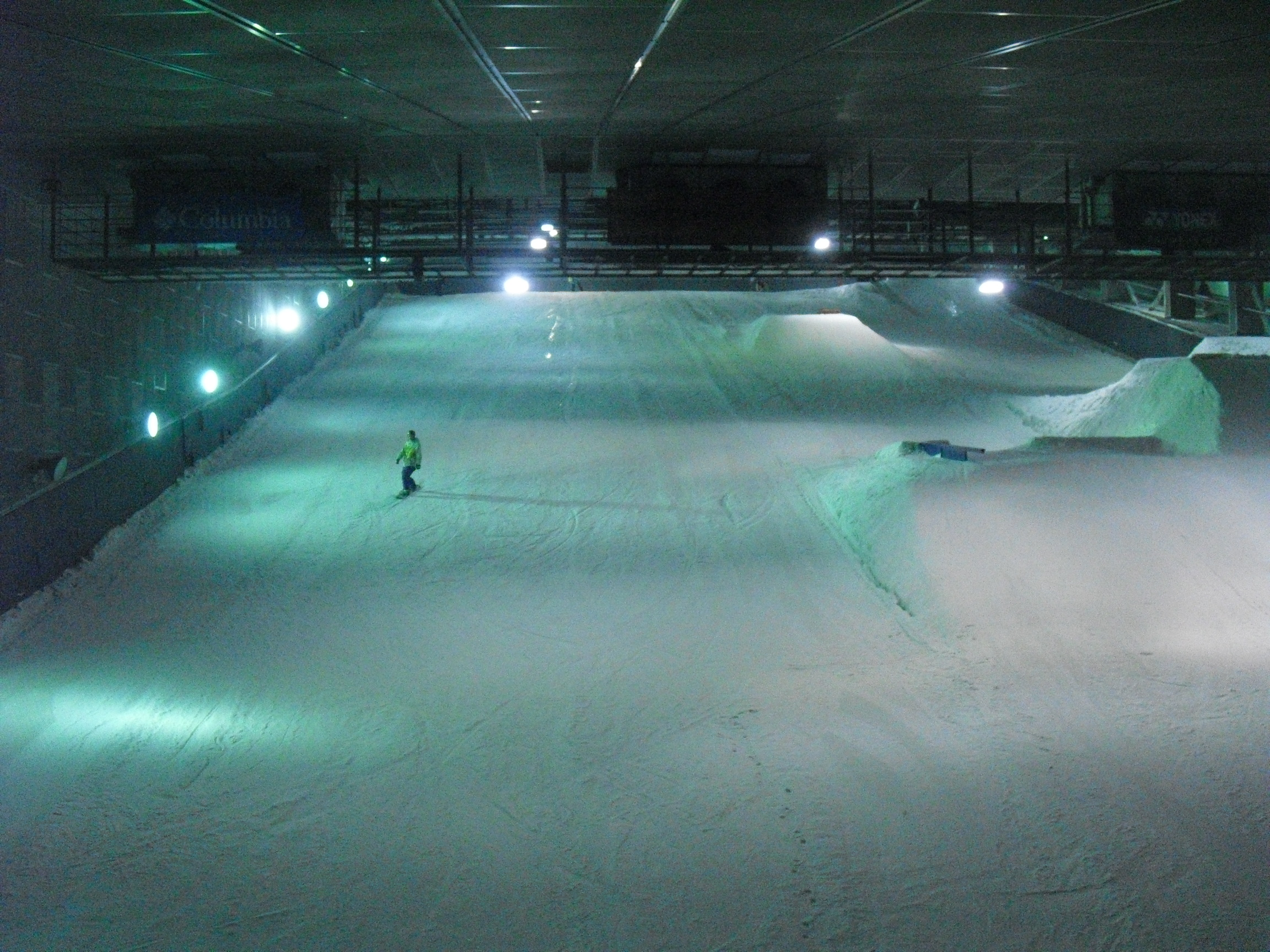
ゲレンデ

アクロス重信（アクロスしげのぶ）は、愛媛県の東温市（旧重信町）にあった屋内スキー場。

## 概要
1999年11月1日に開館した、西日本では唯一の屋内スキー場である。上浮穴郡久万高原町の久万総合開発が運営しており、ハーフパイプのほかにはゲレンデやレストラン、ショップなどがあった。
2009年に韓国で行われたFISのスノーボード世界選手権で優勝し、2010年バンクーバーオリンピックスノーボードハーフパイプ日本代表になった青野令が育った場所でも有名である。また、現在ナショナルチームのコーチを務めている安岡伝夫が指導していた。だが、利用者数の減少などから2012年1月31日に閉館した。
2017年4月27日に跡地としてオオノ開発グループで流紋岩を砕いたパウダーを製造する会社のマテラの新工場として完成、本格稼働した。

## 閉鎖
施設の閉鎖が発表されると、青野令らが存続させるための活動を行い、51795人分の署名が愛媛県に提出された。閉鎖直後は留学していた選手が近くで共同生活をしており、松山市内のスポーツジムでトレーニングをしたり、夕食を作ったりしていた。しかし再開される見込みがなくなったため、各々地元へ帰った。